# Venezuela himnusza
A Gloria al bravo pueblo („Dicsőség a bátor népnek”) Venezuela nemzeti himnusza. A szöveget Vicente Salias (1786–1814) írta 1810-ben, zenéjét pedig Juan José Landaeta (1780–1814) szerezte, de 1840 óta La Marsellesa Venezolana („Venezuelai Marseillaise”) néven is ismerik, mert kissé hasonlít a francia himnuszra, a La Marseillaise-re. A himnuszt 1881. május 25-én tette lett hivatalossá Antonio Guzmán Blanco elnök.
Egyes feltételezések szerint a szöveg eredeti szerzője Andrés Bello, a dallamé pedig Lino Gallardo, de erre nincs bizonyíték.